# ماكس غرودينتشيك
ماكس غرودينتشيك (بالإنجليزية: Max Grodénchik)‏ مواليد 12 نوفمبر 1952 في نيويورك، نيويورك، الولايات المتحدة، هو ممثل أمريكي بدأ مسيرته الفنية سنة 1975.

## الأعمال
- أبولو 13
- رامبيلستيلتسكين
- مغامرات روكي و بولوينكل
- بروس الخارق

## روابط خارجية
- ماكس غرودينتشيك على موقع IMDb (الإنجليزية)
- ماكس غرودينتشيك على موقع روتن توميتوز (الإنجليزية)
- ماكس غرودينتشيك على موقع ألو سيني (الفرنسية)
- ماكس غرودينتشيك على موقع ميوزك برينز (الإنجليزية)
- ماكس غرودينتشيك على موقع أول موفي (الإنجليزية)
- ماكس غرودينتشيك على موقع قاعدة بيانات الأفلام السويدية (السويدية)
- ماكس غرودينتشيك على موقع أول ميوزيك (الإنجليزية)
- ماكس غرودينتشيك على موقع ديسكوغز (الإنجليزية)
- ماكس غرودينتشيك على موقع قاعدة بيانات الفيلم (الإنجليزية)
- ماكس غرودينتشيك على موقع كينوبويسك (الروسية)